# Ясеніє
Ясеніє (словац. Jasenie) — село в окрузі Брезно Банськобистрицького краю Словаччини. Станом на січень 2017 року в селі проживало 1188 людей. Протікає Ясенський потік.

## Населення
| Рік:            | 1994. | 2004.   | 2014.   | 2024.   |
| --------------- | ----- | ------- | ------- | ------- |
| Кількість осіб: | 1188  | 1104    | 1197    | 1154    |
| Різниця:        |       | -7,07 % | +8,42 % | -3,59 % |

| Рік:            | 2023. | 2024.   |
| --------------- | ----- | ------- |
| Кількість осіб: | 1140  | 1154    |
| Різниця:        |       | +1,22 % |